# Raczyce (powiat ząbkowicki)
Raczyce – wieś w Polsce położona w województwie dolnośląskim, w powiecie ząbkowickim, w gminie Ziębice.

## Podział administracyjny
W latach 1975–1998 miejscowość położona była w województwie wałbrzyskim. Raczyce należą do gminy Ziębice i powiatu ząbkowickiego.

## Historia
Założona jako wieś w 1258 roku. Pierwsza wzmianka informuje o tym, że opat cysterski przekazuje ziemie Jaśkowi z Raczyc w 1263 roku. Nazwę miejscowości w staropolskich, zlatynizowanych formach Rascizhci oraz Retschicz notuje wraz z sąsiednimi wsiami jak np. Witostowice, Skalice oraz Jaworowice spisana po łacinie w latach 1269–1273 Księga henrykowska m.in. we fragmencie: „Sed sciendum, quod nunc in ipso territorio Colacsowe consistunt nunc quedam villule, quarum nomina sunt hec: Withostowizi cum suo circuitu, Rascizhci, Scalizci, Iauorowizi”
Później nazwa notowana była również jako Rätsch, od roku 1619 Recz, a później Radislaus, obecnie Raczyce. Ta miejscowość liczyła na początku 122 mieszkańców, z czego 5 ewangelików. Na przełomie lat powojennych, czyli polskich osiedleńców, liczba wahała się od 125 do 145, a na stan dzisiejszy (III 2011 r.) wzrosła do 158 osób.

## Krótki opis
W Raczycach mieści się sklep wraz z placem zabaw. Katolicy chodzą do kościoła pod wezwaniem św. Wawrzyńca w Wadochowicach, odległego o 1 km.

## Szlaki turystyczne
- Niebieski:  Ząbkowice Śląskie – Bobolice – Cierniowa Kopa – Zameczny Potok – Muszkowicki Las Bukowy – Muszkowice – Henryków – Raczyce – Witostowice – Nowolesie – Nowoleska Kopa – Kalinka – Nowina – Dzierzkowa – Siemisławice – Przeworno – Krzywina – Garnczarek – Skrzyżowanie pod Dębem – Biały Kościół
- Nowina – Rozdroże pod Mlecznikiem – Raczyce – Henryków – Skalice – Skalickie Skałki – Skrzyżowanie nad Zuzanką – Bożnowice – Ostrężna – Miłocice – Gromnik – Jegłowa – Żeleźnik – Wawrzyszów – Grodków – Żarów – Starowice Dolne – Strzegów – Rogów – Samborowice – Szklary – Wilemowice leśniczówka – Biskupi Las – Dębowiec – Ziębice[7]